# Сафоновски рејон
Сафоновски рејон (рус. Сафоновский район) административно-територијална је јединица другог нивоа и општински рејон у централном делу Смоленске области, у европском делу Руске Федерације.
Административни центар рејона је град Сафоново. Према проценама националне статистичке службе, на подручју рејона је 2014. живело 59.157 становника или у просеку 27,27 ст/км².

## Географија
Сафоновски рејон обухвата територију површине 2.258 км² и на 9. месту је по површини међу рејонима Смоленске области. Граничи се са Холм Жирковским рејоном на северу, на југу је Дорогобушки, на истоку Вјаземски и на западу Јарцевски рејон.
Највећи део територије рејона лежи у подручју Сафоновског побрђа (микроцелина знатно пространијег Смоленског побрђа), док се једино уз источне границе рејона пружају обронци Вјаземског побрђа. Најважније реке које протичу прко територије рејона су Дњепар, Вјазма и Осма.
Под шумама је око 40% површине. Доминирају подзоласта тла.

## Историја
Сафоновски рејон успостављен је 1929. од делова некадашњег Дорогобушког и Бељског округа Смоленске губерније.

## Демографија и административна подела
Према подацима пописа становништва из 2010. на територији рејона је живело укупно 61.572 становника, а око 80% популације је живело у административном центру. Према процени из 2014. у рејону је живело 59.157 становника, или у просеку 27,27 ст/км².
| 1959. | 1979.  | 1989.  | 2002.  | 2010.  | 2014.   |
| ----- | ------ | ------ | ------ | ------ | ------- |
| ---   | 74.000 | 73.700 | 65.251 | 61.572 | 59.157* |

Напомена: према процени националне статистичке службе.
На територији рејона постоје укупно 225 сеоских, једно градско и једно урбано насеље (Вадино), подељених на 17 сеоских и једну урбану општину. Административни центар рејона је град Сафоново.

## Привреда и саобраћај
Најважнија привредна делатност у рејону је пољопривреда у руралним и лака индустрија у урбаним центрима.
Најважнији саобраћајни правци који пролазе преко територије рејона је међународни друмски аутопут М1 Беларус који град Москву повезује са Минском и Западном Европом, те друмски правац локалног значаја Р137 Сафоново—Рослављ.